# Ludwig von Ficker
Ludwig von Ficker (Monaco di Baviera, 13 aprile 1880 – Innsbruck, 20 marzo 1967) è stato un letterato e editore austriaco.
È noto soprattutto per la sua attività culturale legata alla rivista Der Brenner, che fondò nel 1910.

## Opere
- Ludwig von Ficker, Studien über Karl Kraus, 1913.
- Ludwig von Ficker, Denkzettel und Danksagungen. Reden und Aufsätze, a cura di Franz Seyr, Kösel, 1967.
- Ludwig von Ficker, Briefwechsel 1909-14, 4 Bände, Salisburgo, Otto Müller, 1986, ISBN 3-7013-0702-4.
- Martin Heidegger e Ludwig von Ficker, Briefwechsel 1952 bis 1967, a cura di Matthias Flatscher, Stoccarda, Klett-Cotta Verlag, 2004, ISBN 3-608-91318-1.